# Závislost na pornografii
Závislost na pornografii nebo též závislost na pornu je přílišné užívání pornografie, které narušuje každodenní život. Dle MKN-11 nelze problematické užívání pornografie (PPU) diagnostikovat jako závislost, ale jako kompulzivní poruchu sexuálního chování. V odborných kruzích se proto nejčastěji používá termín problematické užívání pornografie (PPU). V populárně naučných článcích se ovšem pro zjednodušení používá pojem závislost na pornografii. 

## Definice
V současnosti neexistuje shoda odborné veřejností nad pojmem a definicí závislosti na pornografii. Je však možné vyjít z široce akceptovatelného návrhu definice závislosti na sexu od Dr. Patricka Carnese, který toto označuje za patologický návykový nebo nutkavý vztah k určitým sexuálním praktikám, nad nimiž člověk ztratil kontrolu. Totéž analogicky platí i pro závislost, návyk na pornografii, denní nadměrné užívání pornografie. Jedná se tedy o patologický vztah poskytující schopnost měnit náladu, unikat od vlastní intimity k pornografickému materiálu s negativními důsledky na celostní (biologický, sociální, psychický i duchovní) rozvoj osobnosti.

## Charakteristika závislosti na pornografii
- ztráta kontroly provázená nadužíváním pornografie
- ztráta času: významné množství času strávené uskutečňováním/zotavováním
- posedlost jednáním – neodkladná nutkavost
- neschopnost dostát povinnostem (práce, škola, rodina, přátelé)
- pokračování bez ohledu na důsledky (sociální, právní, finanční, zdravotní, existenční)
- eskalace – jednání je intenzivnější, častější, rizikovější
- obětování dalších a dalších oblíbených zálib, činností, vztahů
- omezení a zastavení činnosti je spojeno se stresem, úzkostí, neklidem, podrážděností a fyzickým a emocionálním nepohodlím.

## Carnesův model sexuální závislosti
Jeho kruh závislosti sestává ze 4 základních fází. Na počátku je zranění, většinou trauma z dětství.

### 1. Fantazijní sexuální představy
- přední český sexuolog Slavoj Brichcín tvrdí, že „pornografie není zobrazením sexuální reality, ale je produktem sexuální fantazie“.
- sexuální představy, fantazie jsou normální a běžnou součástí lidské sexuality
- v patologii závislosti na pornografii se jedná o představy, které jedinci pomáhají měnit náladu, unikat od všednodennosti (stres, hněv, strach, úzkost aj.) a nabudou nekontrolovatelné nutkavé intenzity

### 2. Rituál
- rituály jsou přípravou k vlastnímu pornografickému jednání
- mohou být krátké, dlouhé, v mnoha kombinacích
- patří sem omluvy, ospravedlnění, racionalizace takového jednání typu „ten druhý mne nechápe“, „nikdo mne nemá rád“, „jsem přepracovaný“, „potřebuji si odpočinout“ aj.
- popírání: „nemám s tím problém“, „nikoho to nebolí“, „nikomu neubližuji“ aj.

### 3. Realizace
- vlastní nutkavé pornografické jednání jako důsledek předcházejících fází
- v drtivé většině o samotě, v ústraní, utajeně

### 4. Zoufalství a znechucení
- výčitky svědomí
- jiné závislostní jednání (alkohol, drogy, přejídání, workoholismus aj.)
- izolace od ostatních, osamělost
- následuje opětovný únik do sexuálních fantazijních představ, které produkuje pornografie
- celý cyklus má spirálovitý průběh a zvyšuje se jeho destruktivita

## Typologie závislosti na pornografii

### Mírná závislost
Mírná závislost se na vztahové úrovni projevuje snahou stále ještě řešit vztahy, které jsou relativně funkční. Úniky k pornografii jsou krátkodobého rázu. Popření problému, tvrzení, že jde o nevinné zpestření života. Na pozadí se objevuje neřešený problém a s tím související opuštěnost, izolovanost, strach, prázdnota.

### Střední závislost
Střední závislost provází nárůst napětí ve vztazích. Pornografie představuje snadné řešení všech problémů, nahrazuje celé spektrum emocí. Úniky jsou stále častější. Období závislosti je delší a častější. Objevuje se již Carnesův cyklus závislosti. Dochází ke střídání období zápasu a rezignovanosti. Nastupuje sebeklam pro sebe i okolí, „když budu chtít, přestanu a zvládnu to“. Závislostí jsou zasaženy i jiné oblasti jako zaměstnání, škola, finance, vztahy, čas na zájmy aj.

### Těžká závislost
Únik k pornografii je již jediné řešení. Následuje deformace vztahů, jež jsou všechny vnímány jako sexuální. Reálné vztahy jsou nezvladatelné a prostoupené systémem lží, taktizováním a manévrováním. Narůstá hrůza z odhalení. Člověk je stěží schopen emocionálního spojení s druhými, vše je řízeno jedním směrem. Myšlení a zájmy se zužují na posedlost sexuálními fantaziemi. Překračuje své osobní hranice a zábrany, s čímž souvisejí vážné problémy v rodině, ve vztazích, zaměstnání, s financemi, plnění povinností, jednání na hraně zákona. Vnímání skutečnosti je narušené, probíhá více ve sféře sexuálních představ než v realitě. Pocity bezvýchodnosti, rezignace atd.

## Terapie
Vedle individuální či skupinové psychoterapie existují ve světe, po vzoru Anonymních alkoholiků, různé svépomocné skupiny anonymních pornoholiků či sexaholiků, které využívají 12krokový program. Jeho základem je přestat užívat pornografii ve všech jejich formách, přijetí paradoxu bezmocnosti vůči závislosti, hledání pomoci a samotné pomáhání, sdílení naděje a síly k uzdravení s ostatními závislými ve skupině. 
V ČR působí např. svépomocné společenství Anonymních pornoholiků, které je součástí projektu NePornu. Organizace NePornu nabízí další formy laické pomoci, včetně doprovázání prostřednictvím emailu, provozováním online fóra a Discord serveru. 